# ウッドベリー郡 (アイオワ州)
ウッドベリー郡（英: Woodbury County）は、アメリカ合衆国アイオワ州の郡である。人口は10万5941人（2020年）。郡庁所在地はスーシティである。

## 歴史
1851年に Wahkaw 郡として設立された。1853年にアイオワ州議会により、リーヴァイ・ウッドベリーへの敬意を表して、ウッドベリー郡と改名された。
Wahkaw 郡当時の郡庁所在地は、現在は無人のトンプソンビルであった。郡の改名に伴って、現在のサージャントブラフ（当時は Sergeant's Bluff）に移し、1856年に現在のスーシティに移った。

## 地理
アメリカ合衆国統計局によると、この郡は総面積2,272 km2 (877 mi2) である。このうち2,260 km2 (873 mi2) が陸地で12 km2 (5 mi2) が水面である。総面積の0.55%が水面となっている。

### 隣接する郡
- プリマス郡(Plymouth County) (北)
- チェロキー郡 (北東)
- アイダ郡 (東)
- モノナ郡(Monona County) (南)
- ネブラスカ州サーストン郡(Thurston County) (南西)
- ネブラスカ州ダコタ郡(Dakota County) (西)
- サウスダコタ州ユニオン郡(Union County) (北西)

## 人口動勢

2000年国勢調査に基づくウッドベリー郡の人口ピラミッド

2000年の国勢調査で、この郡は人口103,877人、39,151世帯、及び26,426家族が暮らしている。人口密度は46/km2 (119/mi2) である。18/km2 (47/mi2) の平均的な密度に41,394軒の住宅が建っている。この郡の人種的な構成は白人87.48%、アフリカン・アメリカン2.02%、先住民1.69%、アジア2.41%、太平洋諸島系0.04%、その他の人種4.37%、及び混血1.99%である。ここの人口の9.11%はヒスパニックまたはラテン系である。
この郡内の住民は27.30%が18歳未満の未成年、18歳以上24歳以下が10.20%、25歳以上44歳以下が28.30%、45歳以上64歳以下が20.80%、及び65歳以上が13.40%にわたっている。中央値年齢は34歳である。女性100人ごとに対して男性は96.10人である。18歳以上の女性100人ごとに対して男性は92.80人である。
この郡の世帯ごとの平均的な収入は38,509米ドルであり、家族ごとの平均的な収入は46,499米ドルである。男性は31,664米ドルに対して女性は22,599米ドルの平均的な収入がある。この郡の一人当たりの収入 (per capita income) は18,771米ドルである。人口の10.30%及び家族の7.20%は貧困線以下である。全人口のうち18歳未満の13.60%及び65歳以上の7.40%は貧困線以下の生活を送っている。

## 都市及び町
- スーシティ (Sioux City)
- ロートン (Lawton)
- コレクションビル (Correctionville)
- クシング (Cushing)
- ダンベリー (Danbury)
- サージャントブラフ (Sergeant Bluff)
- スミスランド (Smithland)
- Anthon
- Bronson
- Hornick
- Moville
- Oto
- Pierson
- Salix
- Sloan